# Gruta Nossa Senhora de Lourdes (Criciúma)
A Gruta Nossa Senhora de Lourdes localiza-se no município de Criciúma do estado de Santa Catarina. Os trabalhadores da prefeitura instalaram um sino na gruta, o instrumento foi doado por um empresário do Caravaggio.

## História
Fundada em 1946, no mesmo ano da realização do Congresso Eucarístico Diocesano, a gruta foi construída em pedras e apresenta em seu arredor uma vegetação nativa, uma pequena fonte natural de água e contém a imagem de Nossa Senhora de Lourdes. As escadas foram arquitetadas na década de 1950. Nessa era as procissões religiosas circundavam a gruta por uma picada que dava acesso à rua Hercílio Luz. Com o tempo, tais manifestações terminaram e a vegetação ocupou a picada. Contém ainda a imagem de Santa Edwiges.